# Liderazgo

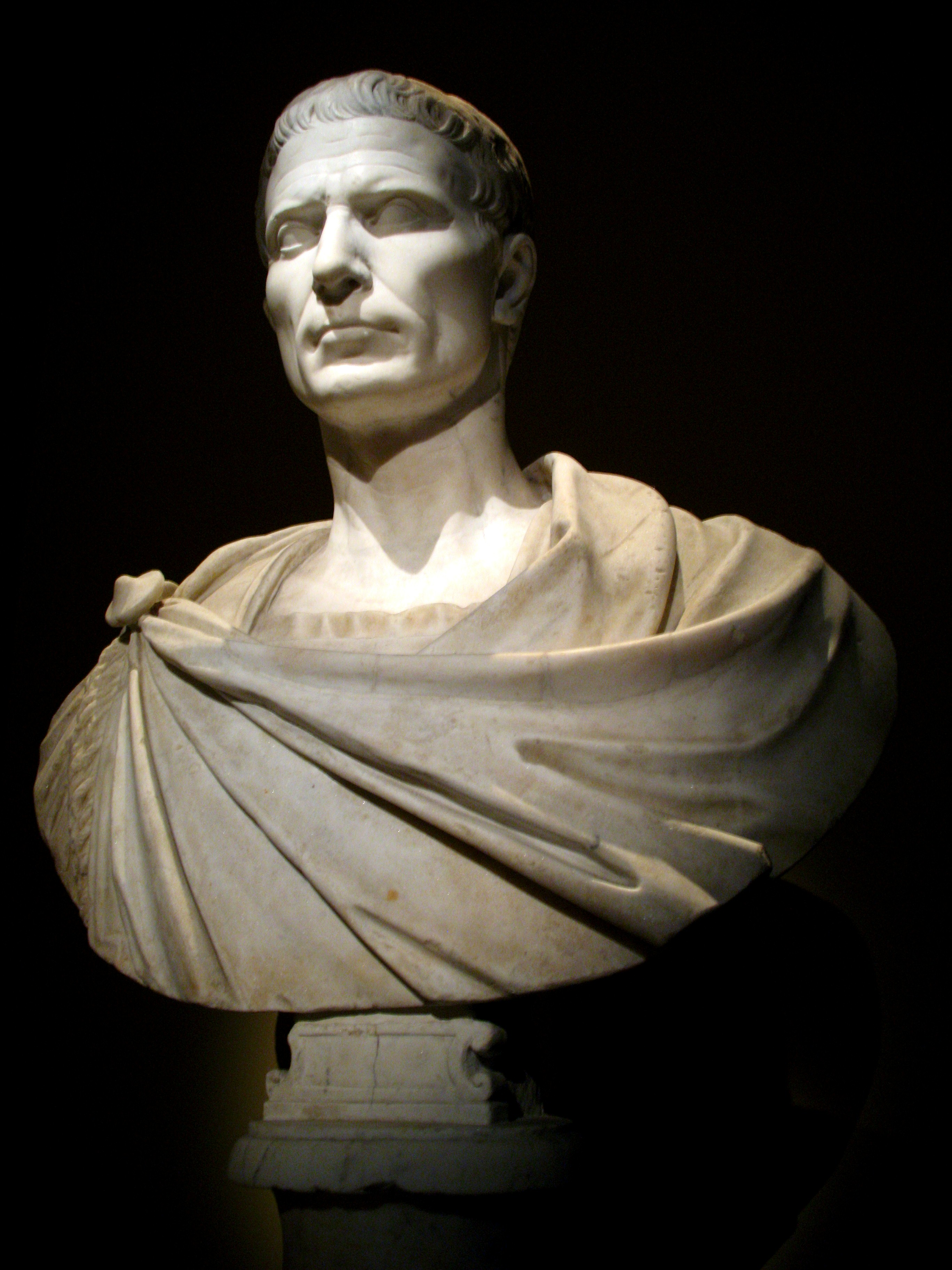
Julio César, líder del Imperio romano

El liderazgo es el conjunto de principios que un individuo tiene para influir en la forma de ser y actuar de las personas o en un grupo de trabajo determinado, haciendo que este equipo trabaje con entusiasmo hacia el logro de sus metas y objetivos. También se entiende como la capacidad de delegar, tomar la iniciativa, gestionar, convocar, promover, incentivar, motivar y evaluar un proyecto, de forma eficaz y eficiente, sea este personal, gerencial o institucional (dentro del proceso administrativo de la organización).
El liderazgo no entraña una distribución desigual del poder,  porque los miembros del grupo no carecen de poder, sino que dan forma a las actividades del grupo de distintas maneras. Aunque, por regla general, el líder tendrá la última palabra.
Otro de los conceptos que está ganando terreno en los últimos años es el de Neuroliderazgo, el cual hace referencia a una disciplina derivada de la Neuroeconomía que se apoya en conocimientos derivados de la psicología y la neurociencia para formar mejores líderes y lograr una mejor administración empresarial.
La correlación entre el líder en atracción y en ideas es positiva. Pero por ser moderada debemos buscar los casos en que las funciones del liderazgo en atracción y en ideas están superadas. En particular, hay sugestivas informaciones sobre unos pocos grupos que indican que el iniciador más frecuente de comunicaciones no es tan atractivo como podrían esperarse de la alta correlación entre la atracción y liderazgo. A pesar de que los líderes en ideas tienen un 50 por ciento de probabilidades de ser, los hombres más atractivos al finalizar la primera sesión del grupo es bastante improbable que mantenga el alto puesto en atracción e ideas al promediar la cuarta sesión. Bales sugiere que los líderes en el trabajo realizan cosas que desvían el afecto de los otros miembros. En particular, Bales da a entender que el mayor iniciador puede no permitir a los otros miembros oportunidades de reacción, comentario o realimentación, como contribuciones a las ideas del líder.

## Tipos de liderazgo

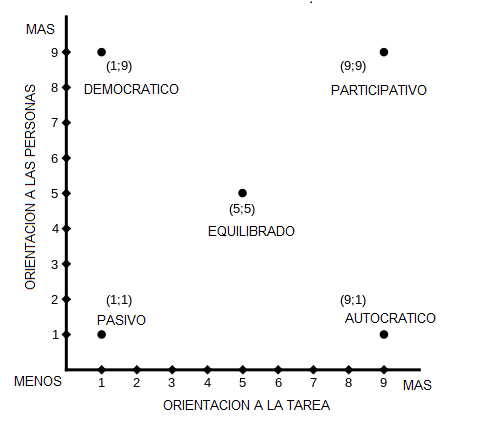
Estilos de liderazgo según la madurez de los seguidores.

En opinión de expertos en Desarrollo Organizacional, existen muchos tipos de liderazgo. En opinión de otros, no es que existan varios tipos de liderazgo: el liderazgo es uno y, como los líderes , las clasificaciones corresponden a la forma como ejercen o han adquirido la facultad de dirigir, circunstancia que no necesariamente implica que sea un líder.
Según Max Weber hay tres tipos puros de liderazgo:
- Líder carnal: es el que tiene la capacidad de generar entusiasmo. Es elegido como líder por su manera de dar entusiasmo a sus seguidores. Tienden a creer más en sí mismos que en sus equipos y esto genera problemas, de manera que un proyecto o la organización entera podrían colapsar el día que el líder abandone su equipo.
- Líder tradicional: es aquel que hereda el poder por costumbre o por un cargo importante, o que pertenece a un grupo familiar de élite que ha tenido el poder desde hace generaciones. Ejemplos: un reinado.
- Líder legítimo: El primero es aquella persona que adquiere el poder mediante procedimientos autorizados en las normas legales, mientras que el líder ilegítimo es el que adquiere su autoridad a través del uso de la ilegalidad. Al líder ilegítimo ni siquiera se le puede considerar líder, puesto que una de las características del liderazgo es precisamente la capacidad de convocar y convencer, así que un "liderazgo por medio de la fuerza" no es otra cosa que carencia del mismo. Es una contradicción per se, lo único que puede distinguir a un líder es que tenga seguidores: sin seguidores no hay líder.

La palabra "liderazgo" en sí misma puede significar un grupo colectivo de líderes, o puede significar características especiales de una figura célebre (como un héroe). También existen otros usos para esta palabra, en los que el líder no dirige, sino que se trata de una figura de respeto (como una autoridad científica, gracias a su labor, a sus descubrimientos, a sus contribuciones a la comunidad).
Junto con el rol de prestigio que se asocia a líderes inspiradores, un uso más superficial de la palabra "liderazgo" puede designar a entidades innovadoras, aquellas que durante un período toman la delantera en algún ámbito, como alguna corporación o producto que toma la primera posición en algún mercado.
Arieu define al líder como "la persona capaz de inspirar y asociar a otros con un sueño". Por eso es tan importante que las organizaciones tengan una misión con alto contenido trascendente, ya que es una manera muy poderosa de reforzar el liderazgo de sus directivos.
Existe una regla fundamental en el liderazgo que es la base para que un buen líder, cualquiera que este sea, lleve a cabo un liderazgo efectivo. La mayoría de los autores la nombran la regla de oro en las relaciones personales, y es fácil, sencilla y muy efectiva: "No pongas a las personas en tu lugar: ponte tú en el lugar de las personas". En pocas palabras, así como trates a las personas, así ellas te tratarán.
Liderazgo Laissez faire: este se conoce por ser muy liberal por ello su nombre como liderazgo laissez faire, que es una expresión de origen francés y cuya traducción al español es “dejar hacer” en este modelo el líder suele ser una figura pasiva que permite que las personas a su cargo posean todo el control de lo que se están haciendo, ya que se les facilita toda la información y herramientas necesarias para la eficaz realización de las labores y donde el líder solo deberá intervenir si el subordinado solicita su ayuda.

Enfoque del liderazgo jesuita
Según el estudio de los jesuitas por parte de Chris Lowney, existen 4 pilares fundamentales para el desarrollo del liderazgo en los individuos y que la práctica en la adquisición de conocimientos para ser un buen líder, es un trabajo continuo y sin fin que se puede aplicar en la vida diaria; en el trabajo, en la escuela, en el hogar y en cualquier parte del mundo. Para lograr ser un líder que motive a los otros, lleno de virtudes y éxitos, es importante según los jesuitas la necesidad de ver a cada individuo como un ser lleno de habilidades y virtudes que hay que guiar para que se convierta en un líder para el mundo. Para esto, los jesuitas proponen 4 pilares: el ingenio, el amor, el heroísmo y el conocimiento de sí mismo.
Ingenio
El ingenio predispone a las personas no solo para pensar de una manera original sino para vivir de una manera auténtica. El ingenio lleva a las personas a arrancar de raíz todo provincialismo, temor de lo desconocido, apego a su posición o sus posesiones, prejuicios, aversión al riesgo y la actitud de que “así es como lo hemos hecho siempre”.
Heroísmo
El heroísmo inspirado en el magis anima al hombre a poner alta la mira y lo mantiene siempre dirigido hacia algo más, algo más grande. El heroísmo hace a una persona soñadora y pragmática a la vez.
Amor
El amor comunica propósito y pasión al ingenio y al heroísmo. El amor transformó la misión y la manera como los jesuitas la acometieron. Los líderes movidos por el amor ven un mundo de seres humanos de extraordinaria dignidad, sin miedo, sin codicia, que no engañan. Viven con la premisa de que la gente da lo mejor de sí cuando trabaja para personas que ofrecen genuino apoyo y afecto.
Conocimiento de sí mismo
El conocimiento de sí mismo arraiga y nutre las demás virtudes de liderazgo. El que descubre quién es, qué quiere y qué define ya ha dado el primer paso hacia el liderazgo heroico. El conocimiento de sí mismo es una oportunidad de medir la vida, aspecto por aspecto, a la luz de los principios y las metas.

### Clasificación de liderazgo
Según su tipo de desarrollo
De acuerdo con esta clasificación, existen varios estilos de liderazgo:
- Líder autócrata: asume toda la responsabilidad de la toma de decisiones, inicia las acciones, dirige y controla al subalterno.
- Líder emprendedor: adopta el estilo participativo utiliza la consulta para practicar el liderazgo. No delega su derecho a tomar decisiones finales y señala directrices específicas a sus subalternos, pero consulta sus ideas y opiniones sobre muchas decisiones que les incumben.
- Líder liberal: delega a sus subalternos la autoridad para tomar decisiones.
- Líder proactivo: promueve el desarrollo del potencial de las personas, de la forma que un jardinero cuida y potencia su jardín.
- Líder audaz: es capaz de relacionarse con muchas instituciones y personas, persuasivo, crítico, con mirada positiva. Tiene la capacidad de consultar a las demás personas para luego tomar decisiones.

Según la formalidad en su elección
- Liderazgo formal: preestablecido por la organización.
- Liderazgo informal: emergente en el grupo.

Según la relación entre el líder, sus seguidores y subalternos.
- Liderazgo dictador: fuerza sus propias ideas en el grupo en lugar de permitirle a los demás integrantes a hacerse responsables, permitiéndoles ser independientes. Es inflexible y le gusta ordenar. Destruye la creatividad de los demás.

- Liderazgo autocrático: el líder es el único en el grupo que toma las decisiones acerca del trabajo y la organización del grupo, sin tener que justificarlas en ningún momento. Los criterios de evaluación utilizados por el líder no son conocidos por el resto del grupo. La comunicación es unidireccional: del líder al subordinado.

- Liderazgo democrático: el líder toma decisiones tras potenciar la discusión del grupo, agradeciendo las opiniones de sus seguidores. Los criterios de evaluación y las normas son explícitas y claras. Cuando hay que resolver un problema, el líder ofrece varias soluciones, entre las cuales el grupo tiene que elegir.

- Liderazgo onomatopéyico: el líder, a la vez que reflexiona sobre la visión que ha de mover al grupo liderado hacia su objetivo deseado, se expresa a través de simples onomatopeyas verbales que favorecen notablemente el entusiasmo del grupo.

- Liderazgo paternalista: no tiene confianza en sus seguidores, comúnmente toma la mayor parte de las decisiones, entregando recompensas y castigos a la vez. Su labor consiste en que sus empleados trabajen más y mejor con: incentivos, motivación e ilusión a posibles premios si logran el objetivo.

- Liderazgo liberal (laissez faire): el líder adopta un papel pasivo, abandona el poder en manos del grupo. En ningún momento juzga ni evalúa las aportaciones de los demás miembros del grupo. Los miembros del grupo gozan de total libertad, y cuentan con el apoyo del líder solo si se lo solicitan.
- Liderazgo emocional: Las bases emocionales resultan cruciales para los diseños empresariales más complejos en los que la organización coloca líderes para cada división de negocio de forma descentralizada, y mantiene además un liderazgo central, esto a forma de una "federación". En estos contextos, según como expone Warren Bennis en su trabajo "Convertirse en líder de líderes", el éxito de los negocios depende de un balance de poderes entre el poder central y las divisiones de negocio, y del desarrollo de un liderazgo emocional con una buena dosis de competencias conversacionales entre todos los líderes.[4]

- Liderazgo situacional: se refiere a la adaptación del estilo de liderazgo a las necesidades y características de la situación. El líder evalúa constantemente las condiciones y madurez de sus colaboradores, del grupo y/o del proceso de trabajo, y aplica diferentes estilos que varían en el tiempo según una evolución que va desde un mayor control hasta una mayor delegación. El objetivo del liderazgo situacional es maximizar el rendimiento del equipo y asegurar que el estilo de liderazgo se ajuste de manera óptima a las necesidades y características de cada situación específica.

Según el tipo de influencia del líder sobre sus subordinados
- Liderazgo transaccional: los miembros del equipo reconocen al líder como autoridad y como líder. El líder proporciona los recursos considerados válidos para el equipo de trabajo.

- Liderazgo transformacional o carismático: el líder tiene la capacidad de modificar la escala de valores, las actitudes y las creencias de los colaboradores. Las principales acciones de un líder carismático son: discrepancias con lo establecido y deseos de cambiarlo, propuesta de una nueva alternativa con capacidad de ilusionar y convencer a sus colaboradores, y el uso de medios no convencionales e innovadores para conseguir el cambio y ser capaz de asumir riesgos personales.

- Liderazgo auténtico: es aquel líder que se concentra en liderarse en primer lugar a sí mismo. Es un líder con mucho autoconocimiento, ecuánime, espiritual, compasivo y generoso. Solo una vez que se lidera la propia mente se puede liderar a los demás.

- Liderazgo lateral: se realiza entre personas del mismo rango dentro de una organización u organigrama o también se puede definir como el proceso de influir en las personas del mismo nivel organizacional para lograr objetivos en común con la organización.

- Liderazgo longitudinal: también llamado "liderazgo piramidal", es el que se realiza entre personas separadas por grados jerárquicos, de tal modo que la influencia del líder hacia los liderados se fundamenta en la autoridad y conocimientos del líder. Este estilo es extensamente utilizado en política y en algunos grupos milicianos.

- Liderazgo en el trabajo: en los negocios se evalúan dos características importantes en los ejecutivos, con la intención de verificar su capacidad de dirección: por un lado, la aptitud y, por otro, la actitud. La primera se obtiene con el aprendizaje de nuevos métodos y procedimientos; por ejemplo, la capacidad de construir un balance, un flujo de caja, distribución de planta o un plan de marketing. Pero en muchos casos estos conocimientos no son aplicables, porque los gerentes carecen de una buena actitud, es decir, de un comportamiento adecuado que intente implementar dichos métodos. Entre las actitudes más solicitadas y requeridas está la habilidad de liderazgo, la misma que puede cultivarse pero que, según muchos autores, es parte de la personalidad individual. ¿Cómo saber si nosotros estamos configurados como líderes y, en caso contrario, cómo desarrollar estas habilidades en nuestra persona? Es un tema de amplio debate y estudio, pero es necesario descubrir si tenemos algo de líderes y qué cosas nos faltan para lograr serlo a cabalidad.
- Un estudio científico afirma que el liderazgo estratégico y la transferencia de conocimientos son parte vital de  las  empresas  multinacionales. Aunque  hay  investigaciones  acerca  del liderazgo y conocimiento, pocas investigaciones que estudien de manera integral la relación del liderazgo transformacional, transaccional y pasivo/evitador con la transferencia de conocimientos tácito y explícitos en el contexto de las empresas multinacionales.  Para probar la hipótesis de la incidencia del liderazgo estratégico sobre la transferencia de conocimiento, hubo encuestas respondidas por cuarenta gerentes y  nueve  entrevistas  respondidas  por  gerentes  expatriados de  las empresas multinacionales en la República de Panamá.  Los resultados muestran que existe incidencia significativa del liderazgo estratégico sobre la transferencia de conocimientos.  Finalmente, el estudio aporta un modelo y tres axiomas para la comprensión  de la  relación  del  liderazgo  estratégico  y  la  transferencia  de conocimientos en el contexto de las empresas multinacionales.[5]

Otras clasificaciones
Una clasificación de la tipología del liderazgo es la formal, que representa la dirección de un grupo de trabajo de forma oficial o designada; otra menos evidente es el reconocimiento por los miembros de la institución de una manera informal de que tiene gran influencia, pero de una manera libre, sin ánimo retributivo y de forma carismática. En los estudios sociológicos de desarrollo comunitario por observación participativa, estas personas son claves para el trabajo de campo. En la década de 1970, varios sociólogos españoles estudiaron el tema del papel de los 'líderes informales', como un tema relevante de la  sociología de la organización.
El liderazgo también puede clasificarse así:
- liderazgo individual (ejemplo a seguir).
- liderazgo ejecutivo (planeamiento, organización, dirección y control de un proyecto).
- liderazgo institucional.
- liderazgo consensual.

Cuando el liderazgo es necesario, comúnmente por el cargo, en una organización, hablamos de líderes formales. Así, este líder debe tener ciertas capacidades: habilidad comunicacional, capacidad organizativa y eficiencia administrativa, lo que equivale a decir que un buen líder es una persona responsable, comunicativa y organizada; un buen líder es aquel que tiene la habilidad de la Atención y Escucha en todo momento. Un buen líder entiende quienes son actores claves y toma decisiones a partir de la confianza hacia ellos.

## Influencia cultural en el liderazgo
Es importante observar que el liderazgo no es plano, pues dependiendo del contexto y el ámbito que se desarrolla se pueden generar diferentes tipos de liderazgo; si observamos el liderazgo desde un aspecto sociológico, el liderazgo era un factor primordial para la transformación social; un buen líder que tuviera la capacidad de observar el entorno como un sistema vivo y aprender de sus cambios, tendría mayor capacidad para entender sus necesidades y adaptarse al mismo, este tipo de liderazgo lo denominó poder inteligente y se da cuando se tiene la capacidad de equilibrar el poder blando con el poder duro. En un estudio se demostró que el liderazgo de la mujer tiende a un poder blando, pero se dice que esta es una identificación arriesgada pues se genera estereotipos de género que puede dañar el liderazgo eficaz lo que  disminuye considerablemente las  oportunidades de empleo cualificado para las mujeres. “ existen múltiples factores que actúan como barreras para el desarrollo laboral femenino al interior de la organización, siendo los principales: la autopercepción de la mujer y su rol familiar-laboral y la existencia de estereotipos organizacionales como reflejos de la sociedad” , es decir, que existe además  una cultura organizacional basada en la tradición y llena de prejuicios, que ha establecido patrones de dirección con características masculinas imposibilitando  la participación  de la mujer en los cargos directivos, a su vez esto genera que la mujer acepte estas condiciones y adopte estos pensamientos, dejando a un lado la idea de liderazgo.
En la actualidad se discute que las mujeres y los hombres han desarrollado estilos de liderazgo diferentes, con características particulares así como lo menciona  “las mujeres son más “democráticas” que los hombres a la hora de dirigir, estos son más “autocráticos” y no difieren en la frecuencia con la que adoptan los estilos “tarea” y “relaciones” en organizaciones”, pues las mujeres se basan en el trabajo en equipo, la colaboración y las relaciones sociales, mientras que los hombres en su mayoría imponen un estilo competitivo, impulsivo y con un alto grado de control.
La relación que existe entre género y liderazgo en el contexto concreto de las organizaciones empresariales y las diferentes teorías denominadas "teoría de las características" mencionadas por el   autor  Morgan identifican al líder como aquella persona dotada de cierto valor por encima de los otros ”, el liderazgo  femenino se enmarcaría en un estilo moderno, más integrador, cooperador y democrático, un "liderazgo maternal" ; debido a que  las diferencias de comportamiento entre mujeres directivas y hombres directivos no solo pueden ser explicadas por una socialización distinta, sino que deben explicarse primordialmente por las características diferenciales de las situaciones con que ellas y ellos se enfrentan de manera habitual en las organizaciones. En una primera instancia, se considera necesario adoptar una cultura organizacional comunicativa, democrática y participativa, que fomente la creatividad y la innovación, y que sea capaz de desencadenar un compromiso en los trabajadores. Hoy, las organizaciones más que nunca, tienden a ocultar sus auténticos valores, pero nos encontramos en una fase de transformación. Los estereotipos de rol sexual para la identificación de un determinado liderazgo basado en el género ya no responden a las necesidades del mundo de hoy.

## La filosofía del liderazgo
La búsqueda de los rasgos de líderes han sido una constante en todas las culturas durante siglos. Escrituras filosóficas como la República de Platón o las Vidas de Plutarco han explorado una pregunta básica: «¿Qué cualidades distinguen a un líder?».
En el pensamiento occidental los tradicionalistas de tipo autocrático dan al papel del liderazgo una similitud con la figura romana del Pater familias. 
La teoría de los rasgos se exploró a fondo en una serie de obras del siglo XIX. con los escritos de Thomas Carlyle y Francis Galton, cuyas obras han llevado a décadas de investigación. Carlyle identifica los talentos, habilidades y características físicas de los hombres que llegaron al poder y Galton, examinó las cualidades de liderazgo en las familias de los hombres poderosos, concluyó que los líderes nacen.
A mediados del siglo XX, sin embargo, una serie de exámenes cualitativos de estos estudios llevó a los investigadores a tener una visión radicalmente diferente de las fuerzas impulsoras detrás de liderazgo. En la revisión de la literatura existente, encontraron que mientras que algunos rasgos son comunes a través de una serie de estudios, la evidencia general sugiere que las personas que son líderes en una situación puede no necesariamente ser líderes en otras situaciones. (liderazgo situacional)
Mientras en Occidente el liderazgo se estudia desde perspectivas democráticas y autocráticas, en Oriente se desarrolló según el confucionismo la idea del líder como un ser erudito y benévolo, apoyado por una gran tradición de piedad filial. Como dice Sun Tzu en El arte de la guerra:

El liderazgo es una cuestión de inteligencia, honradez, humanidad, coraje y disciplina...
«Cuando uno tiene las cinco virtudes todas juntas, cada una correspondiente a su función, entonces uno puede ser un líder.»

### Lecciones de liderazgo
Según Colin Powell, muy pocas veces encontramos material que aporte algunas cosas a nuestros principios y criterios ya establecidos, sin embargo, debemos reflexionar cada quien en nuestro nivel sobre nuestro desempeño profesional que cada persona está obligada a realizar, debemos tener presente que para tener éxito tenemos que conocer algunas lecciones de liderazgo que nos serán de mucha utilidad en nuestro ámbito laboral.
1. Ser líder implica diferir con las ideologías de la mayoría ya que implica tener responsabilidad para argumentar y debatir para inspirar seguridad. Tener un buen liderazgo implica responsabilidad para el bienestar del grupo, por tal motivo algunas personas se enojaran por sus acciones y decisiones, querer ganarse la simpatía de todos es un signo de mediocridad.[15]
2. Cuando sus subordinados dejen de presentarle sus problemas, ese día ha dejado de ser su líder. le han perdido la confianza para que los pueda ayudar o piensan que a usted ya no les importa. Los líderes verdaderos se muestran accesibles y se ponen a su disposición.
3. Procure retar a los profesionales, no tenga miedo. Debe aprender de los profesionales, búsquelos como sus socios, obsérvelos detenidamente.
4. El liderazgo es solitario. Sea usted el presidente o gerente general de una gran empresa, director de un proyecto, la única responsabilidad es únicamente suya, aun cuando motive la participación de sus subalternos, la decisión que se tome únicamente será suya, aun cuando sean decisiones difíciles e inequívocas que influirán en el destino de la colectividad.

## Liderazgo para la calidad
Según Llorens y Fuentes (2005), “El Comité de Motivación de la Calidad de la Asociación Española para la Calidad (1987), describe un programa de calidad total, como una secuencia de actividades cuya finalidad es elevar el nivel de calidad global de todas las operaciones de una empresa”
En la etapa primera, se realizan actividades de organización y planificación, las cuales, se realizarán una única vez.
Las actividades de análisis, prevención, mejora y seguimiento de la calidad total, deberán incorporarse de manera permanente al sistema de gestión de la empresa, a través de programas anuales, y así, crear conciencia y espíritu de mejora de la calidad de la empresa en los niveles más altos.
Las actividades de la dirección como planificación, organización y toma de decisiones solo serán efectivas cuando el líder, motive y dirija a los empleados a la consecución de los objetivos.
El líder, es la persona capaz de influir en las actitudes, opiniones y acciones de los demás miembros de un colectivo, sin necesidad de estar dotado de autoridad formal.
Al líder, se le juzga y se le admira por su eficacia, atractivo y por su bondad.
Todos los expertos, destacan la importancia del líder como apoyo necesario para la mejora de la calidad, puesto que a través de su poder, y desde los niveles superiores, consigue un clima de cambio.
Según James (1997), Mintzberg y Pfeffer definen el poder como la capacidad de afectar al comportamiento de los demás.
Podemos distinguir dos tipos de poder: 
- El poder legítimo, quien puede formar la base para el poder de recompensa, coercitivo e informativo (refleja la posición que ostenta un individuo en una organización).
- El poder basado en la experiencia, quien puede formar la base para el poder informativo y de referencia.

En una organización orientada a la calidad, el poder legítimo, se hará evidente cuando existan problemas en grupos disfuncionales.
Según Llorens y Fuentes (2005), los auténticos líderes, son quienes:
- Tienen una visión de su negocio y razón de ser
- Comunican su visión de negocio a través de la comunicación (reuniones de personal, hojas informativas, contacto con clientes y empleados), mostrando su compromiso con la calidad y premiando a los empleados héroes, que llevan cumplen las normas y objetivos del servicio.
- Son emprendedores, siempre buscan el cambio.
- Están obsesionados con la excelencia.

La calidad superior requiere un liderazgo inspirado a todos los niveles de la organización, con lo cual, se debe hacer llegar el mandato de calidad a los directivos medios, además de crear un clima organizativo que les aliente a ser líderes también.
Los directivos medios ofrecerán su apoyo y compromiso si están incluidos en la planificación del programa, análisis de progresos, compartir ideas e información.
Para Showalter y Mulholland (1992), el líder deberá:
- Reforzar la comunicación y cooperación entre grupos frente a solución de problemas
- Divulgar las lecciones aprendidas, tanto positivas como negativas para la organización.

La provisión de un liderazgo de apoyo, requiere:
- Identificar al personal clave e implicarlo en la toma de decisiones.
- Recomendar la utilización de un lenguaje simbólico
- Crear cultura de mejora continua, a través de recompensas y ánimos.
- Demostrar constancia del fin u objetivo que se pretende.
- Gestionar diferentes niveles de cambio para asegurar la unidad de trabajo u uniformidad.

Con ello, el líder organizador dirigirá a la organización hacia la rentabilidad y mayor productividad.
González y Guillén (2000), destacan, que la implantación plena de los principios que integran la GCT (gestión de calidad total) no es posible sin el liderazgo de la dirección, es decir, requiere una cierta dosis de liderazgo directivo para su implantación.
La GCT, se divide en tres grupos:
1. Diseño y conformidad de procesos y productos, gestión por procesos y administración por hechos. Puede ser implantado por directivos o están apoyados en su capacidad técnica.
2. Satisfacción del cliente: a través de la cooperación de clientes y proveedores, formación, donde se requiere acción e influencia del líder.
3. Mejora continua, participación, compromiso de los miembros y cambio cultural. Su implantación requiere del concurso necesario de la figura del líder.

A medida que nos desplazamos del primer al tercer grupo, existe mayor importancia a la dimensión ética del liderazgo.

## Liderazgo en el anarquismo
El anarquismo propone una organización de la sociedad «sin coacciones ni liderazgos». Frente al marxismo, que asume como inevitable el liderazgo dentro de las organizaciones, el teórico anarquista Carlos Taibo explica que se trata de una falacia, pues en ese caso, «no quedaría más remedio que aceptar otros elementos característicos de la realidad de nuestras sociedades, como por ejemplo la explotación, la alienación, la insolidaridad».
A pesar de que la teoría anarquista rechaza todo liderazgo, han sido varios los ejemplos de liderazgo en organizaciones de este tipo, desde las sociedades secretas organizadas por Bakunin hasta Néstor Majnó y Buenaventura Durruti dirigiendo, respectivamente, el Ejército Negro y la Columna Durruti. Por su parte, el hispanista francés Jacques Maurice ha estudiado este asunto desde una perspectiva histórica. Según Maurice, a diferencia de las organizaciones socialistas, donde una figura sobresale por encima del movimiento, en las agrupaciones anarquistas se distinguieron aquellas personas más «mediáticas» o quienes eran las más hábiles en un campo concreto. Así, quienes eventualmente ocuparon una posición de liderazgo dentro de movimientos anarquistas tenían un carácter distinto al del liderazgo en otros contextos. No se trataría de personas que ejercieran un poder o control sobre el movimiento, sino que poseían cierta influencia de tipo intelectual y moral.